# Туркевич, Венедикт Иеронимович
Венеди́кт Иерони́мович Турке́вич (14 марта 1873, Кременец, Волынская губерния — 13 апреля 1928, Варшава, Польская Республика) — священник Польской православной церкви, ранее — Православной российской церкви, настоятель храмов и редактор газет в США.

## Биография
Родился в семье священника. Обвенчан с Феодорой Антоновной Путковской, 8 детей.
Окончил Волынскую духовную семинарию (1894) и Московскую духовную академию со степенью кандидата богословия (1898).
Псаломщик и регент в Свято-Троицком кафедральном соборе Чикаго (1898), затем в Свято-Никольском кафедральном соборе Нью-Йорка (1900).
Секретарь правления и председатель Русского православного кафолического общества взаимопомощи, редактор газеты «Свет» и «Еженедельной русско-малорусской газеты», издатель ежегодных календарей-справочников Северо-Американской епархии, заведующий типографией (1901).
Иерей, настоятель храма Святого Духа в городе Бриджпорт штата Коннектикут (1902).
Основатель и настоятель Свято-Троицкого храма в городе Йонкерс штата Нью-Йорк (1905), секретарь Северо-Американского духовного правления, протоиерей.
В 1914 году вернулся в Россию, член Православной миссии в Галиции, настоятель Свято-Георгиевского храма во Львове при штабе военного генерал-губернатора Галиции, законоучитель в Морском кадетском корпусе. В 1917 году жил в селе Дерман Дубенского уезда Волынской губернии.
В 1917 году член Поместного собора Православной российской церкви по избранию как клирик от Волынской епархии, участвовал в 1-й сессии, член Религиозно-просветительного совещания при Соборном Совете и V, VII, IX, XX, XXI Отделов.
С 1918 года настоятель Свято-Богоявленского собора в городе Острог Волынской губернии.
В 1921 году участник Почаевского съезда духовенства и мирян Волыни.
В 1927 году делегат Польской Православной Церкви на конференции «Вера и церковное устройство» в Лозанне.

## Сочинения
- Из истории Почаевской обители. Почаев, 1897.
- Православное общество взаимопомощи в Северо-Американских Соединенных Штатах. Бриджпорт, 1905.
- Десятилетие священства протоиерея А. Хотовицкого // Американский православный вестник. 1906. № 5.
- Из церковной летописи // Там же. 1906. № 1; Наша жизнь и работа // Американский православный вестник. 1914. № 4.
- Забытая могила // Волынские епархиальные ведомости. 1914. № 42.